# Tangkil (Gunung Tujuh)
Tangkil is een bestuurslaag in het regentschap Kerinci van de provincie Jambi, Indonesië. Tangkil telt 1531 inwoners (volkstelling 2010).